# Scherma ai Giochi della XVII Olimpiade - Fioretto individuale femminile
La competizione del fioretto individuale  femminile  di scherma ai Giochi della XVII Olimpiade si tenne nei giorni 31 agosto e 1º settembre 1960 al Palazzo dei Congressi di Roma.

## Programma
| Data              | Round            | Note                                        |
| ----------------- | ---------------- | ------------------------------------------- |
| 31 agosto 1960    | 1º turno         | 9 gruppi le prime tre passano il turno.     |
| 31 agosto 1960    | Quarti di finale | 4 gruppi le prime tre passano il turno.     |
| 1º settembre 1960 | Semifinali       | 2 gruppi le prime quattro passano il turno. |
| 1º settembre 1960 | Girone finale    |                                             |

## Risultati

### Primo Turno
| Pos. | Atleta            | Nazione     | Vittorie | SF | SC | Incontri | Incontri | Incontri | Incontri | Incontri | Incontri |
| Pos. | Atleta            | Nazione     | Vittorie | SF | SC | REJ      | SCH      | APP      | FLE      | VAL      | NÁP      |
| ---- | ----------------- | ----------- | -------- | -- | -- | -------- | -------- | -------- | -------- | -------- | -------- |
| 1    | Ildikó Rejtő      | Ungheria    | 4        | 16 | 5  | X        | ND       | 4-1      | 4-1      | 4-0      | 4-3      |
| 2    | Heidi Schmid      | Germania    | 4        | 16 | 6  | ND       | X        | 4-0      | 4-3      | 4-3      | 4-0      |
| 3    | Jacqueline Appart | Belgio      | 3        | 13 | 12 | 1-4      | 0-4      | X        | 4-3      | 4-0      | 4-1      |
| 4    | Colette Flesch    | Lussemburgo | 2        | 15 | 17 | 1-4      | 3-4      | 3-4      | X        | 4-3      | 4-2      |
| 5    | Carmen Vall       | Spagna      | 0        | 6  | 16 | 0-4      | 3-4      | 0-4      | 3-4      | X        | ND       |
| 6    | Maria Nápoles     | Portogallo  | 0        | 6  | 16 | 3-4      | 0-4      | 1-4      | 2-4      | ND       | X        |

| Pos. | Atleta          | Nazione     | Vittorie | SF   | SC   | Incontri | Incontri | Incontri | Incontri | Incontri | Incontri | Barrage |
| Pos. | Atleta          | Nazione     | Vittorie | SF   | SC   | JUL      | DÖM      | GRÖ      | ROM      | MOU      | LEA      | Barrage |
| ---- | --------------- | ----------- | -------- | ---- | ---- | -------- | -------- | -------- | -------- | -------- | -------- | ------- |
| 1    | Sylwia Julito   | Polonia     | 4        | 16   | 9    | X        | 4-2      | 4-1      | 0-4      | 4-2      | 4-0      |         |
| 2    | Lídia Dömölky   | Ungheria    | 4        | 18   | 12   | 2-4      | X        | 4-3      | 4-2      | 4-3      | 4-0      |         |
| 3    | Maria Grötzer   | Austria     | 3+1      | 16+4 | 14+1 | 1-4      | 3-4      | X        | 4-2      | 4-3      | 4-1      | 4-1     |
| 4    | Janice Romary   | Stati Uniti | 3+0      | 16+1 | 12+4 | 4-0      | 2-4      | 2-4      | X        | 4-2      | 4-2      | 1-4     |
| 5    | Marjatta Moulin | Finlandia   | 1        | 14   | 16   | 2-4      | 3-4      | 3-4      | 2-4      | X        | 4-0      |         |
| 6    | Belkis Leal     | Venezuela   | 0        | 3    | 20   | 0-4      | 0-4      | 1-4      | 2-4      | 0-4      | X        |         |

| Pos. | Atleta              | Nazione   | Vittorie | SF | SC | Incontri | Incontri | Incontri | Incontri | Incontri | Incontri | Incontri | Incontri |
| Pos. | Atleta              | Nazione   | Vittorie | SF | SC | EBE      | COL      | LAG      | WEI      | WAL      | WIN      | SAN      |          |
| ---- | ------------------- | --------- | -------- | -- | -- | -------- | -------- | -------- | -------- | -------- | -------- | -------- | -------- |
| 1    | Waltraut Ebert      | Austria   | 5        | 20 | 8  | X        | ND       | 4-2      | 4-1      | 4-3      | 4-1      | 4-1      |          |
| 2    | Bruna Colombetti    | Italia    | 4        | 18 | 11 | ND       | X        | 4-1      | 2-4      | 4-1      | 4-2      | 4-3      |          |
| 3    | Christina Lagerwall | Svezia    | 4        | 19 | 15 | 2-4      | 1-4      | X        | 4-1      | 4-3      | 4-0      | 4-3      |          |
| 4    | Romy Weiß           | Germania  | 3        | 16 | 16 | 1-4      | 4-2      | 1-4      | X        | 4-1      | 4-1      | 2-4      |          |
| 5    | Claudine Wallet     | Belgio    | 1        | 12 | 16 | 3-4      | 1-4      | 3-4      | 1-4      | X        | 4-0      | ND       |          |
| 6    | Johanna Winter      | Australia | 1        | 8  | 22 | 1-4      | 2-4      | 0-4      | 1-4      | 0-4      | X        | 4-2      |          |
| 7    | Norma Santini       | Venezuela | 1        | 13 | 18 | 1-4      | 3-4      | 3-4      | 4-2      | ND       | 2-4      | X        |          |

| Pos. | Atleta            | Nazione       | Vittorie | SF | SC | Incontri | Incontri | Incontri | Incontri | Incontri | Incontri |
| Pos. | Atleta            | Nazione       | Vittorie | SF | SC | PAW      | CAM      | LER      | STA      | GNA      | SAN      |
| ---- | ----------------- | ------------- | -------- | -- | -- | -------- | -------- | -------- | -------- | -------- | -------- |
| 1    | Elżbieta Pawlas   | Polonia       | 4        | 17 | 9  | X        | 4-0      | 1-4      | 4-2      | 4-3      | 4-0      |
| 2    | Irene Camber      | Italia        | 4        | 16 | 11 | 0-4      | X        | 4-1      | 4-3      | 4-1      | 4-2      |
| 3    | Monique Leroux    | Francia       | 3        | 14 | 13 | 4-1      | 1-4      | X        | 1-4      | 4-2      | 4-2      |
| 4    | Margaret Stafford | Gran Bretagna | 2        | 15 | 15 | 2-4      | 3-4      | 4-1      | X        | 2-4      | 4-2      |
| 5    | Helga Gnauer      | Austria       | 2        | 14 | 17 | 3-4      | 1-4      | 2-4      | 4-2      | X        | 4-3      |
| 6    | Ingrid Sander     | Venezuela     | 0        | 9  | 20 | 0-4      | 2-4      | 2-4      | 2-4      | 3-4      | X        |

| Pos. | Atleta               | Nazione          | Vittorie | SF   | SC   | Incontri | Incontri | Incontri | Incontri | Incontri | Incontri | Barrage | Barrage | Barrage |
| Pos. | Atleta               | Nazione          | Vittorie | SF   | SC   | RAS      | LAZ      | ROL      | TER      | ARM      | TOS      | LAZ     | ROL     | TER     |
| ---- | -------------------- | ---------------- | -------- | ---- | ---- | -------- | -------- | -------- | -------- | -------- | -------- | ------- | ------- | ------- |
| 1    | Valentina Rastvorova | Unione Sovietica | 5        | 20   | 6    | X        | 4-1      | 4-2      | 4-2      | 4-1      | 4-0      |         |         |         |
| 2    | Ecaterina Lazăr      | Romania          | 3+2      | 15+8 | 9+3  | 1-4      | X        | 2-4      | 4-1      | 4-0      | 4-0      | X       | 4-2     | 4-1     |
| 3    | Pilar Roldán         | Messico          | 3+1      | 17+6 | 12+5 | 2-4      | 4-2      | X        | 3-4      | 4-0      | 4-2      | 2-4     | X       | 4-1     |
| 4    | Evelyn Terhune       | Stati Uniti      | 3+0      | 15+2 | 14+8 | 2-4      | 1-4      | 4-3      | X        | 4-1      | 4-2      | 1-4     | 1-4     | X       |
| 5    | Shirley Armstrong    | Irlanda          | 1        | 6    | 17   | 1-4      | 0-4      | 0-4      | 1-4      | X        | 4-1      |         |         |         |
| 6    | Pilar Tosat          | Spagna           | 0        | 5    | 20   | 0-4      | 0-4      | 2-4      | 2-4      | 1-4      | X        |         |         |         |

| Pos. | Atleta             | Nazione          | Vittorie | SF | SC | Incontri | Incontri | Incontri | Incontri | Incontri | Incontri |
| Pos. | Atleta             | Nazione          | Vittorie | SF | SC | VIC      | KOV      | GOR      | SHA      | GLE      | HEL      |
| ---- | ------------------ | ---------------- | -------- | -- | -- | -------- | -------- | -------- | -------- | -------- | -------- |
| 1    | Maria Vicol        | Romania          | 4        | 17 | 9  | X        | 1-4      | 4-0      | 4-0      | 4-2      | 4-3      |
| 2    | Magdolna Kovács    | Ungheria         | 4        | 19 | 11 | 4-1      | X        | 4-2      | 3-4      | 4-1      | 4-3      |
| 3    | Galina Gorokhova   | Unione Sovietica | 3        | 14 | 12 | 0-4      | 2-4      | X        | 4-3      | 4-0      | 4-1      |
| 4    | María Shaw         | Spagna           | 2        | 11 | 16 | 0-4      | 4-3      | 3-4      | X        | 0-4      | 4-1      |
| 5    | Mary Glen-Haig     | Gran Bretagna    | 1        | 8  | 16 | 2-4      | 1-4      | 0-4      | 4-0      | X        | 1-4      |
| 6    | Barbara Helsingius | Finlandia        | 1        | 12 | 17 | 3-4      | 3-4      | 1-4      | 1-4      | 4-1      | X        |

| Pos. | Atleta          | Nazione     | Vittorie | SF | SC | Incontri | Incontri | Incontri | Incontri | Incontri | Incontri |
| Pos. | Atleta          | Nazione     | Vittorie | SF | SC | ORB      | KLE      | RAG      | MEL      | FUK      | UND      |
| ---- | --------------- | ----------- | -------- | -- | -- | -------- | -------- | -------- | -------- | -------- | -------- |
| 1    | Olga Orban      | Romania     | 4        | 16 | 1  | X        | 4-0      | 4-1      | 4-0      | 4-0      | ND       |
| 2    | Nina Kleijweg   | Paesi Bassi | 3        | 12 | 8  | 0-4      | X        | ND       | 4-3      | 4-1      | 4-0      |
| 3    | Antonella Ragno | Italia      | 3        | 13 | 7  | 1-4      | ND       | X        | 4-1      | 4-2      | 4-0      |
| 4    | Marie Melchers  | Belgio      | 1        | 8  | 14 | 0-4      | 3-4      | 1-4      | X        | ND       | 4-2      |
| 5    | Wanda Fukała    | Polonia     | 1        | 7  | 14 | 0-4      | 1-4      | 2-4      | ND       | X        | 4-2      |
| 6    | Zuus Undapp     | Indonesia   | 0        | 4  | 16 | ND       | 0-4      | 0-4      | 2-4      | 2-4      | X        |

| Pos. | Atleta            | Nazione       | Vittorie | SF   | SC   | Incontri | Incontri | Incontri | Incontri | Incontri | Incontri | Incontri | Incontri | Incontri |
| Pos. | Atleta            | Nazione       | Vittorie | SF   | SC   | BOT      | SHE      | VER      | JEF      | ROS      | BAX      | SHE      | VER      | JEF      |
| ---- | ----------------- | ------------- | -------- | ---- | ---- | -------- | -------- | -------- | -------- | -------- | -------- | -------- | -------- | -------- |
| 1    | Elly Botbijl      | Paesi Bassi   | 4        | 17   | 12   | X        | 4-2      | 4-3      | 1-4      | 4-2      | 4-1      |          |          |          |
| 2    | Gillian Sheen     | Gran Bretagna | 3+2      | 17+8 | 13+0 | 2-4      | X        | 3-4      | 4-2      | 4-2      | 4-1      | X        | 4-0      | 4-0      |
| 3    | Régine Veronnet   | Francia       | 3+1      | 16+4 | 12+5 | 3-4      | 4-3      | X        | 1-4      | 4-1      | 4-0      | 0-4      | X        | 4-1      |
| 4    | Vera Jeftimijades | Jugoslavia    | 3+0      | 14+1 | 11+8 | 4-1      | 2-4      | 4-1      | X        | 0-4      | 4-1      | 0-4      | 1-4      | X        |
| 5    | Ginette Rossini   | Lussemburgo   | 2        | 13   | 14   | 2-4      | 2-4      | 1-4      | 4-0      | X        | 4-2      |          |          |          |
| 6    | Kate Baxter       | Australia     | 0        | 5    | 20   | 1-4      | 1-4      | 0-4      | 1-4      | 2-4      | X        |          |          |          |

| Pos. | Atleta              | Nazione          | Vittorie | SF | SC | Incontri | Incontri | Incontri | Incontri | Incontri | Incontri | Incontri | Incontri |
| Pos. | Atleta              | Nazione          | Vittorie | SF | SC | ZAB      | DEL      | MEE      | PAU      | COL      | KIN      | VAN      |          |
| ---- | ------------------- | ---------------- | -------- | -- | -- | -------- | -------- | -------- | -------- | -------- | -------- | -------- | -------- |
| 1    | Aleksandra Zabelina | Unione Sovietica | 4        | 21 | 12 | X        | 4-1      | 3-4      | 4-0      | 2-4      | 4-1      | 4-2      |          |
| 2    | Kate Bernheim       | Francia          | 4        | 17 | 8  | 1-4      | X        | 4-3      | 4-0      | 4-0      | 4-1      | ND       |          |
| 3    | Helga Mees          | Germania         | 4        | 21 | 16 | 4-3      | 3-4      | X        | 4-3      | 4-1      | 2-4      | 4-1      |          |
| 4    | Sioe Gouw Pau       | Indonesia        | 2        | 11 | 17 | 0-4      | 0-4      | 3-4      | X        | ND       | 4-3      | 4-2      |          |
| 5    | Gloria Colón        | Porto Rico       | 2        | 9  | 13 | 4-2      | 0-4      | 1-4      | ND       | X        | 4-3      | ND       |          |
| 6    | Harriet King        | Stati Uniti      | 2        | 16 | 19 | 1-4      | 1-4      | 4-2      | 3-4      | 3-4      | X        | 4-1      |          |
| 7    | Danny van Rossem    | Paesi Bassi      | 0        | 6  | 16 | 2-4      | ND       | 1-4      | 2-4      | ND       | 1-4      | X        |          |

### Quarti di finale
| Pos. | Atleta               | Nazione          | Vittorie | SF | SC | Incontri | Incontri | Incontri | Incontri | Incontri | Incontri |
| Pos. | Atleta               | Nazione          | Vittorie | SF | SC | VIC      | RAS      | REJ      | RAG      | JUL      | BOT      |
| ---- | -------------------- | ---------------- | -------- | -- | -- | -------- | -------- | -------- | -------- | -------- | -------- |
| 1    | Maria Vicol          | Romania          | 3        | 15 | 8  | X        | 4-1      | ND       | 4-3      | 4-0      | 3-4      |
| 2    | Valentina Rastvorova | Unione Sovietica | 3        | 13 | 9  | 1-4      | X        | 4-1      | 4-2      | 4-2      | ND       |
| 3    | Ildikó Rejtő         | Ungheria         | 3        | 13 | 10 | ND       | 1-4      | X        | 4-1      | 4-3      | 4-2      |
| 4    | Antonella Ragno      | Italia           | 1        | 10 | 13 | 3-4      | 2-4      | 1-4      | X        | ND       | 4-1      |
| 5    | Sylwia Julito        | Polonia          | 1        | 9  | 14 | 0-4      | 2-4      | 3-4      | ND       | X        | 4-2      |
| 6    | Elly Botbijl         | Paesi Bassi      | 1        | 9  | 15 | 4-3      | ND       | 2-4      | 1-4      | 2-4      | X        |

| Pos. | Atleta           | Nazione          | Vittorie | SF   | SC   | Incontri | Incontri | Incontri | Incontri | Incontri | Incontri | Incontri | Incontri | Barrage | Barrage | Barrage |
| Pos. | Atleta           | Nazione          | Vittorie | SF   | SC   | ORB      | ROL      | GOR      | MEE      | GRÖ      | COL      | LER      | GOR      | MEE     | GRÖ     |         |
| ---- | ---------------- | ---------------- | -------- | ---- | ---- | -------- | -------- | -------- | -------- | -------- | -------- | -------- | -------- | ------- | ------- | ------- |
| 1    | Olga Orban-Szabo | Romania          | 5        | 22   | 12   | X        | 4-0      | 2-4      | 4-0      | 4-3      | 4-3      | 4-2      |          |         |         |         |
| 2    | Pilar Roldán     | Messico          | 4        | 18   | 14   | 0-4      | X        | 2-4      | 4-2      | 4-0      | 4-2      | 4-2      |          |         |         |         |
| 3    | Galina Gorokhova | Unione Sovietica | 3+2      | 19+8 | 18+2 | 4-2      | 4-2      | X        | 2-4      | 3-4      | 4-2      | 2-4      | X        | 4-0     | 4-2     |         |
| 4    | Helga Mees       | Germania         | 3+0      | 15+0 | 18+4 | 0-4      | 2-4      | 4-2      | X        | 4-2      | 1-4      | 4-2      | 0-4      | X       | ND      |         |
| 5    | Maria Grötzer    | Austria          | 3+2      | 17+2 | 21+4 | 3-4      | 0-4      | 4-3      | 2-4      | X        | 4-3      | 4-3      | 2-4      | ND      | X       |         |
| 6    | Bruna Colombetti | Italia           | 2        | 18   | 18   | 3-4      | 2-4      | 2-4      | 4-1      | 3-4      | X        | 4-1      |          |         |         |         |
| 7    | Monique Leroux   | Francia          | 1        | 14   | 22   | 2-4      | 2-4      | 4-2      | 2-4      | 3-4      | 1-4      | X        |          |         |         |         |

| Pos. | Atleta            | Nazione       | Vittorie | SF | SC | Incontri | Incontri | Incontri | Incontri | Incontri | Incontri | Incontri | Incontri |
| Pos. | Atleta            | Nazione       | Vittorie | SF | SC | BER      | PAW      | LAZ      | SHE      | DÖM      | KLE      | APP      |          |
| ---- | ----------------- | ------------- | -------- | -- | -- | -------- | -------- | -------- | -------- | -------- | -------- | -------- | -------- |
| 1    | Kate Bernheim     | Francia       | 5        | 20 | 9  | X        | 4-1      | 4-2      | 4-3      | 4-1      | 4-2      | ND       |          |
| 2    | Elżbieta Pawlas   | Polonia       | 4        | 19 | 16 | 1-4      | X        | 2-4      | 4-2      | 4-2      | 4-2      | 4-2      |          |
| 3    | Ecaterina Lazăr   | Romania       | 4        | 20 | 16 | 2-4      | 4-2      | X        | 4-2      | 2-4      | 4-2      | 4-2      |          |
| 4    | Gillian Sheen     | Gran Bretagna | 3        | 19 | 17 | 3-4      | 2-4      | 2-4      | X        | 4-1      | 4-2      | 4-2      |          |
| 5    | Lídia Dömölky     | Ungheria      | 3        | 16 | 17 | 1-4      | 2-4      | 4-2      | 1-4      | X        | 4-2      | 4-1      |          |
| 6    | Nina Kleijweg     | Paesi Bassi   | 1        | 14 | 22 | 2-4      | 2-4      | 2-4      | 2-4      | 2-4      | X        | 4-2      |          |
| 7    | Jacqueline Appart | Belgio        | 0        | 9  | 20 | ND       | 2-4      | 2-4      | 2-4      | 1-4      | 2-4      | X        |          |

| Pos. | Atleta              | Nazione          | Vittorie | SF   | SC   | Incontri | Incontri | Incontri | Incontri | Incontri | Incontri | Incontri | Barrage |
| Pos. | Atleta              | Nazione          | Vittorie | SF   | SC   | KOV      | SCH      | EBE      | ZAB      | CAM      | VER      | LAG      | Barrage |
| ---- | ------------------- | ---------------- | -------- | ---- | ---- | -------- | -------- | -------- | -------- | -------- | -------- | -------- | ------- |
| 1    | Magdolna Kovács     | Ungheria         | 4        | 17   | 7    | X        | ND       | 4-0      | 1-4      | 4-1      | 4-1      | 4-1      |         |
| 2    | Heidi Schmid        | Germania         | 4        | 19   | 11   | ND       | X        | 4-1      | 4-3      | 4-3      | 3-4      | 4-0      |         |
| 3    | Waltraut Ebert      | Austria          | 3+1      | 15+4 | 18+2 | 0-4      | 1-4      | X        | 4-3      | 4-3      | 4-0      | 2-4      | 4-2     |
| 4    | Aleksandra Zabelina | Unione Sovietica | 3+0      | 21+2 | 17+4 | 4-1      | 3-4      | 3-4      | X        | 4-1      | 4-3      | 3-4      | 2-4     |
| 5    | Irene Camber        | Italia           | 2        | 16   | 17   | 1-4      | 3-4      | 3-4      | 1-4      | X        | 4-1      | 4-0      |         |
| 6    | Régine Veronnet     | Francia          | 2        | 13   | 20   | 1-4      | 4-3      | 0-4      | 3-4      | 1-4      | X        | 4-1      |         |
| 7    | Christina Lagerwall | Svezia           | 2        | 10   | 21   | 1-4      | 0-4      | 4-2      | 4-3      | 0-4      | 1-4      | X        |         |

### Semifinali
| Pos. | Atleta               | Nazione          | Vittorie | SF | SC | Incontri | Incontri | Incontri | Incontri | Incontri | Incontri |
| Pos. | Atleta               | Nazione          | Vittorie | SF | SC | SCH      | PAW      | ORB      | RAS      | KOV      | LAZ      |
| ---- | -------------------- | ---------------- | -------- | -- | -- | -------- | -------- | -------- | -------- | -------- | -------- |
| 1    | Heidi Schmid         | Germania         | 4        | 16 | 7  | X        | ND       | 4-1      | 4-3      | 4-3      | 4-0      |
| 2    | Elżbieta Pawlas      | Polonia          | 3        | 12 | 4  | ND       | X        | ND       | 4-2      | 4-1      | 4-1      |
| 3    | Olga Orban-Szabo     | Romania          | 2        | 11 | 11 | 1-4      | ND       | X        | 2-4      | 4-3      | 4-0      |
| 4    | Valentina Rastvorova | Unione Sovietica | 2        | 16 | 17 | 3-4      | 2-4      | 4-2      | X        | 4-3      | 3-4      |
| 5    | Magdolna Kovács      | Ungheria         | 1        | 14 | 17 | 3-4      | 1-4      | 3-4      | 3-4      | X        | 4-1      |
| 6    | Ecaterina Lazăr      | Romania          | 1        | 6  | 19 | 0-4      | 1-4      | 0-4      | 4-3      | 1-4      | X        |

| Pos. | Atleta           | Nazione          | Vittorie | SF | SC | Incontri | Incontri | Incontri | Incontri | Incontri | Incontri |
| Pos. | Atleta           | Nazione          | Vittorie | SF | SC | GOR      | ROL      | EBE      | VIC      | BER      | REJ      |
| ---- | ---------------- | ---------------- | -------- | -- | -- | -------- | -------- | -------- | -------- | -------- | -------- |
| 1    | Galina Gorokhova | Unione Sovietica | 4        | 19 | 11 | X        | 4-0      | 3-4      | 4-3      | 4-2      | 4-2      |
| 2    | Pilar Roldán     | Messico          | 4        | 16 | 12 | 0-4      | X        | 4-2      | 4-1      | 4-3      | 4-2      |
| 3    | Waltraut Ebert   | Austria          | 3        | 17 | 14 | 4-3      | 2-4      | X        | 3-4      | 4-3      | 4-0      |
| 4    | Maria Vicol      | Romania          | 2        | 15 | 18 | 3-4      | 1-4      | 4-3      | X        | 4-3      | 3-4      |
| 5    | Kate Bernheim    | Francia          | 1        | 15 | 18 | 2-4      | 3-4      | 3-4      | 3-4      | X        | 4-2      |
| 6    | Ildikó Rejtő     | Ungheria         | 1        | 10 | 19 | 2-4      | 2-4      | 0-4      | 4-3      | 2-4      | X        |

### Girone finale
| Pos.    | Atleta               | Nazione          | Vittorie | SF | SC | Incontri | Incontri | Incontri | Incontri | Incontri | Incontri | Incontri | Incontri |
| Pos.    | Atleta               | Nazione          | Vittorie | SF | SC | SCH      | RAS      | VIC      | GOR      | ORB      | PAW      | ROL      | EBE      |
| ------- | -------------------- | ---------------- | -------- | -- | -- | -------- | -------- | -------- | -------- | -------- | -------- | -------- | -------- |
| Oro     | Heidi Schmid         | Germania         | 6        | 26 | 13 | X        | 4-3      | 4-1      | 4-2      | 4-2      | 2-4      | 4-1      | 4-0      |
| Argento | Valentina Rastvorova | Unione Sovietica | 5        | 24 | 12 | 3-4      | X        | 4-3      | 4-1      | 1-4      | 4-0      | 4-0      | 4-0      |
| B       | Maria Vicol          | Romania          | 4        | 23 | 18 | 1-4      | 3-4      | X        | 3-4      | 4-0      | 4-1      | 4-2      | 4-3      |
| B       | Galina Gorokhova     | Unione Sovietica | 4        | 22 | 19 | 2-4      | 1-4      | 4-3      | X        | 3-4      | 4-0      | 4-2      | 4-2      |
| B       | Olga Orban-Szabo     | Romania          | 4        | 20 | 20 | 2-4      | 4-1      | 0-4      | 4-3      | X        | 4-2      | 2-4      | 4-2      |
| 6       | Elżbieta Pawlas      | Polonia          | 2        | 14 | 22 | 4-2      | 0-4      | 1-4      | 0-4      | 2-4      | X        | 4-0      | 3-4      |
| 7       | Pilar Roldán         | Messico          | 2        | 13 | 25 | 1-4      | 0-4      | 2-4      | 2-4      | 4-2      | 0-4      | X        | 4-3      |
| 8       | Waltraut Ebert       | Austria          | 1        | 14 | 27 | 0-4      | 0-4      | 3-4      | 2-4      | 2-4      | 4-3      | 3-4      | X        |

| Pos.   | Atleta           | Nazione          | Vittorie | SF | SC | Incontri | Incontri | Incontri |
| Pos.   | Atleta           | Nazione          | Vittorie | SF | SC | VIC      | GOR      | ORB      |
| ------ | ---------------- | ---------------- | -------- | -- | -- | -------- | -------- | -------- |
| Bronzo | Maria Vicol      | Romania          | 2        | 8  | 5  | X        | 4-3      | 4-2      |
| 4      | Galina Gorokhova | Unione Sovietica | 1        | 7  | 6  | 3-4      | X        | 4-2      |
| 5      | Olga Orban-Szabo | Romania          | 0        | 4  | 8  | 2-4      | 2-4      | X        |